# الجماهير (صحيفة)
الجماهير صحيفة محلية سورية يومية تصدر في محافظة حلب عن مؤسسة الوحدة للطباعة والنشر، في ثماني صفحات بالقطع القياسي. تهتم الصحيفة بتغطية أنباء حلب وضواحيها.

## تاريخ الصحيفة
صدر العدد الأول من صحيفة الجماهير في 1 آذار / مارس 1965.

## مواد الصحيفة
تخصص الصفحة الأولى للأخبار السياسية، أما الصفحة الأخيرة فتنشر أخبار خفيفة وطريفة. كما أن الصحيفة تفرد صفحة يومية أو أسبوعية لكل من المحاور التالية: الثقافة، الاقتصاد، السياسة، الرياضة، الشؤون المحلية، المعلوماتية، الطب والصحة، التحقيقات الصحفية، الفنون التشكيلية، أخبار المجتمع، التراث الفن، الشؤون الطلابية والجامعية، محطات أدبية.

## موقع الصحيفة على الإنترنت
الموقع الرسمي